# Historia regum Britanniae

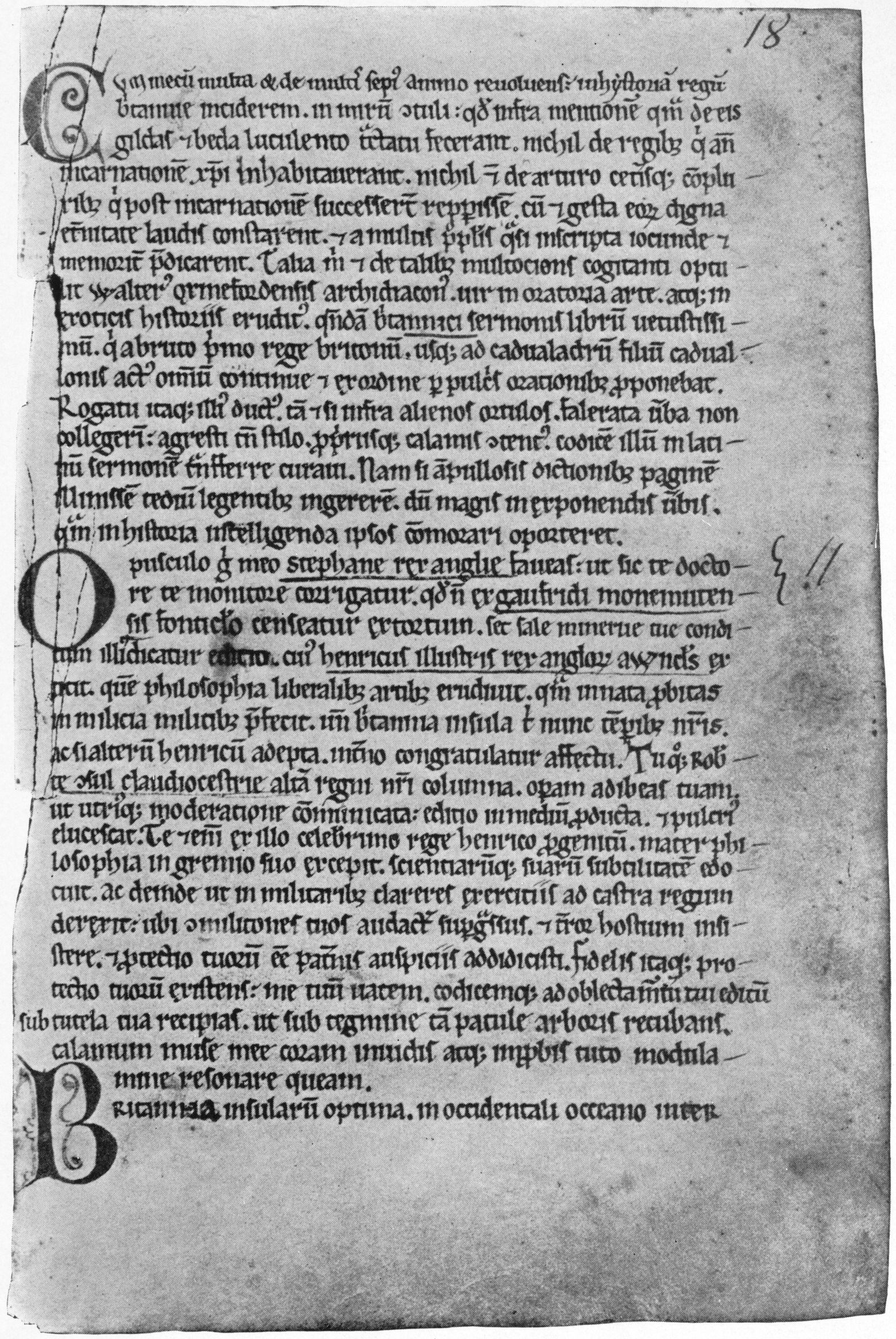

Historia Regum Britanniae (letterlijk: De geschiedenis van de koningen van Brittannië) is een pseudohistorisch werk over de Britse geschiedenis in twaalf hoofdstukken, geschreven door Geoffrey van Monmouth rond 1135.
Het werk geeft een chronologische weergave van Britse koningen gedurende ruim duizend jaar. Het werk begint met de Trojaanse verovering van Brittannië en eindigt met de Anglo-Saksische heerschappij van het eiland in de 7e eeuw. Het werk is een van de belangrijkste stukken van de Matière de Bretagne (letterlijk:Materie van Brittannië).
Hoewel het werk tot in de 16e eeuw als accuraat werd beschouwd, werd men in de 17e eeuw steeds kritischer. Naarmate er meer duidelijk werd over de Britse geschiedenis, bijvoorbeeld over Caesars invasie van Brittannië, werd duidelijk dat Geoffrey's vertelling inaccuraat was. Het werk blijft echter een gewaardeerd stuk uit de middeleeuwse literatuur. Zo bevat Historia Regum Britanniae de vroegste vertelling over koning Lear en zijn drie dochters. Ook heeft het werk de legende van koning Arthur geïntroduceerd in de Latijnse literatuur. De legende van koning Arthur was tot die tijd alleen bekend onder de Welsh-sprekende bevolking. Historici zijn nog altijd bezig om feiten van fictie te onderscheiden.

## Toedracht
Geoffrey of Monmouth beweerde dat Walter Mapes, aartsdeken van Oxford, een oud manuscript ontdekt had in Armorica (Bretagne) geschreven in de Brythonische taal, dat wil zeggen de Keltische taal van de Britten vóór de komst van de Saksen en de Denen, vergelijkbaar met Welsh. Geoffrey zei dat Walter Mapes hem vroeg om het document in het Latijn te vertalen, waar hij met alle plezier op inging.

## Samenvatting
Het boek wordt opgedragen aan Robert van Gloucester, en aan Waleran, graaf van Mellent. Vervolgens begint het boek met een uitgebreide beschrijving van Brittannië, die in vorm gelijkt op soortgelijke beschrijvingen van Bede in zijn Historia ecclesiastica gentis Anglorum, de Historia Britonum van Nennius en De excidio Britanniae van Gildas.

### Brutus

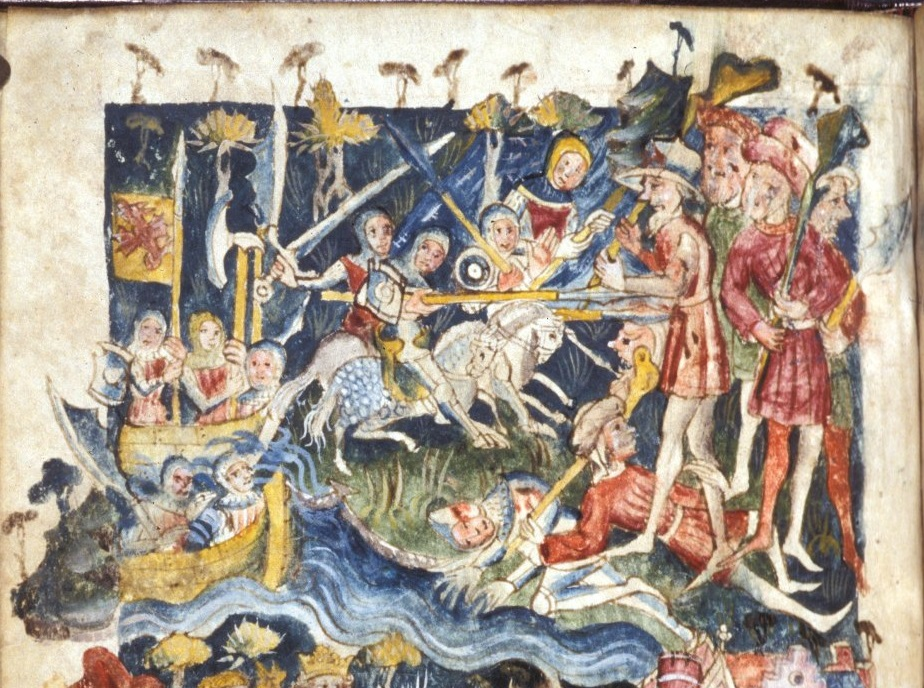
Brutus' troepen vechten met de reuzen van Albion (onder leiding van Gogmagog), 1808

Geoffrey van Monmouth legt een verband met de Trojaanse Oorlog. Brutus wordt verbannen, omdat hij als vijftienjarige per ongeluk zijn vader Silvius neerschiet. Silvius was de zoon van Ascanius, die op zijn beurt de zoon was van Aeneas. Na enkele omzwervingen vindt Brutus nog een groep Trojanen in slavernij levend in Griekenland. De Trojanen benoemen hem tot hun leider en beginnen een opstand tegen koning Pandrasus. De opstand is succesvol, Brutus huwt Ignogen, Pandrasus' dochter en de Trojanen krijgen toestemming samen te vertrekken om elders een eigen staat te stichten. Ze vertrekken en komen na een tijdje aan bij het eiland Loegetia met daarop een tempel gewijd aan Diana. Daar krijgt Brutus een visioen waarin hem verteld wordt om met zijn volk naar Brittannië te reizen. Aan de kust van de Tyrreense Zee vinden de Trojanen nog een groep Trojanen, dit keer onder leiding van Corineus. Zij voegen zich bij hen. Na een strijd met koning Goffar van de Picten in Aquitanië en Brutus' gesneuvelde neef Turnus zijn naam aan Tours geeft, komen ze bij het eiland Albion, wat ter ere van Brutus hernoemd wordt tot Britannia. Albion werd enkel door een aantal reuzen bewoond. De groep van Corineus krijgt Corinea toegewezen, waaraan Cornwall zijn naam ontleend zou hebben. Corineus worstelt met de reus Gogmagog en werpt hem in zee. Die plek wordt sindsdien Gogmagog's Leap genoemd. De uiteindelijke hoofdstad van het eiland wordt gesticht op de plaats van Londen en het wordt Trinovantum genoemd, een verbastering van Troia Nova (Nieuw Troje). De Trojanen hernoemen zichzelf tot Britten en hun taal tot Brits, eveneens ter ere van Brutus.

### Leir

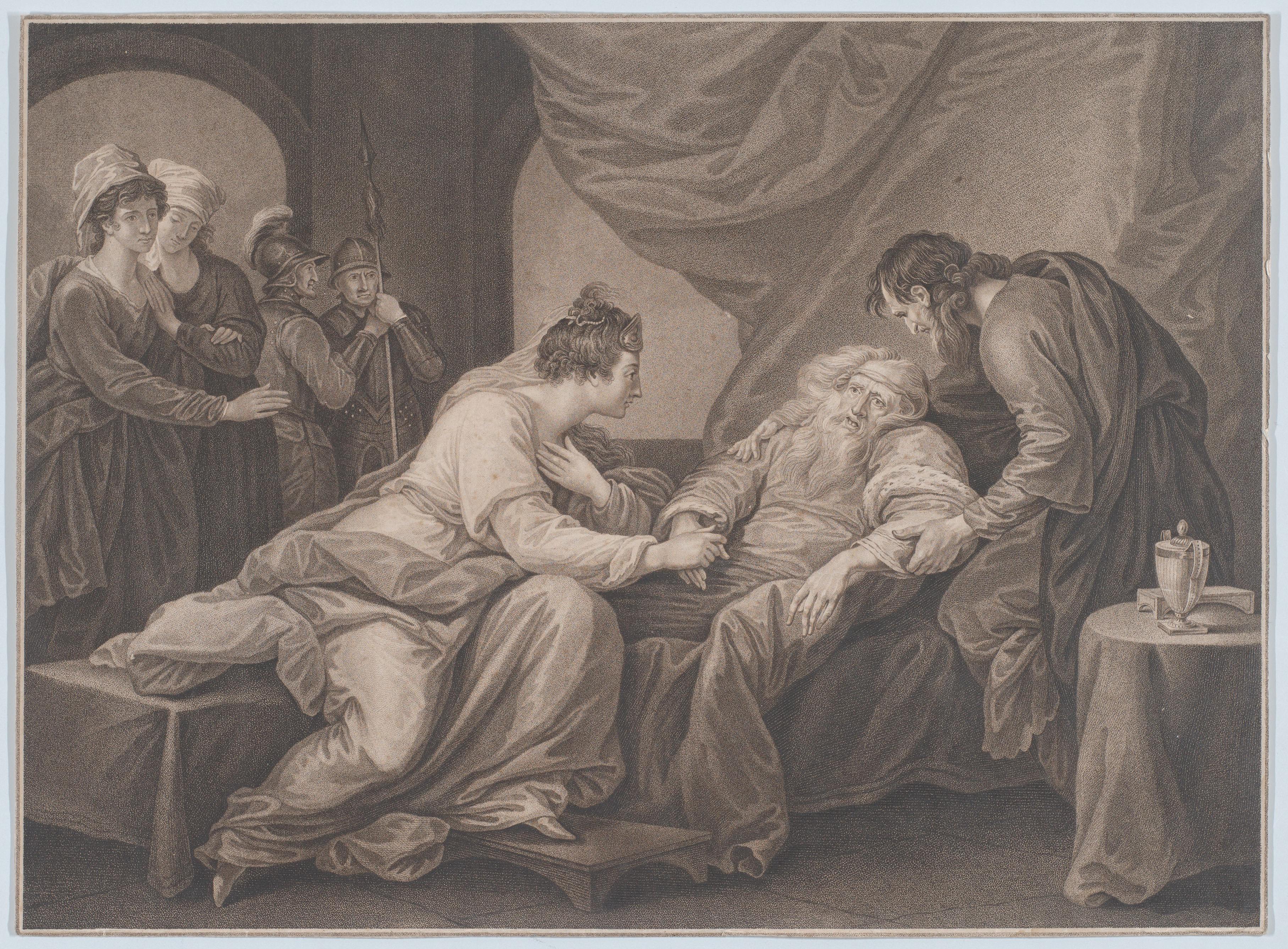
Koning Leir en Cordelia, 1783 (uit Shakespeare, King Lear, Act 4, Scene 7)

Na de dood van Brutus wordt het eiland onderverdeeld onder zijn zonen, Locrinus, Albanactus en Kamber. Hier zouden de gebieden op het eiland en hun bevolking de namen van hebben gekregen, respectievelijk Loegria (Logres, Engeland), Albany (Alban, Schotland/Noord-Engeland) en Cambria (Wales). Tevens wordt de naamsoorsprong van de Humber vermeld, vernoemd naar Humber, een koning van de Hunnen, die hierin verdronk tijdens een invasie. Humber hield drie meisjes gevangen, waarvan Estrildis de oudste dochter van de Germaanse koning was. Locrinus wordt op Estrildis verliefd, maar is al verloofd met Corineus' dochter Gwendolen. Locrinus huwt Gwendolen en krijgt bij haar een zoon: Maddan. Estrildis wordt na Corineus' dood koningin. Gwendolen is woedend en haar leger doodt Locrinus en Estrildis en haar dochter Habren worden in de rivier geworpen, die naar haar Severn wordt genoemd. Maddans kleinzoon Ebraucus bouwt Kaer Ebrauc (York). Ebraucus' kleinzoon Leil sticht Kaer Leil (Carlisle). Zijn zoon Rud Hud Hudibras laat Kaer Keint (Canterbury) verrijzen en diens zoon, de magiër Bladud, bouwt Kaer Badon (Bath). Bladuds zoon Leir regeert zestig jaar en is beroemd om Shakespeares toneelstuk King Lear.
Koning Leir heeft drie dochters: Goneril, Regan en Cordelia. Hij vraagt hen hoeveel ze van hem houden, maar alleen Cordelia vertelt de waarheid en overdrijft niet. Goneril huwt met Maglaurus, hertog van Alban en Regan met Henwin, hertog van Cornwall, maar Cordelia huwt Aganippus, een koning van Gallië. Zij krijgt geen Brits land en ook geen bruidsschat. Leir komt er snel achter hoeveel zijn oudste dochters écht om hem geven als hij onder hun hoede geen ridder over houdt om hem te dienen. Berooid zeilt hij naar Gallië, waar hij hartelijk door Cordelia wordt ontvangen. Met een leger gaan ze terug naar Brittannië en Cordelia wordt koningin van het land. Ze begraaft haar vader in een crypte, gewijd aan de god Janus, onder de rivier Soar, stroomafwaarts van Leicester. De neven Margan, de zoon van Goneril en Cunedag, de zoon van Regan, komen na vijftien jaar in opstand en nemen de koningin gevangen. Cordelia pleegt zelfmoord in de gevangenis. Verschillende koningen volgen elkaar op tot er burgeroorlog ontstaat en vijf koningen elkaar bestrijden. Dunwallo Molmutius, de zoon van Cloten, koning van Cornwall, weet het land weer te verenigen. Hij trouwt Conwenna en heeft bij haar twee zonen: Belinus en Brennius.

### Brennius

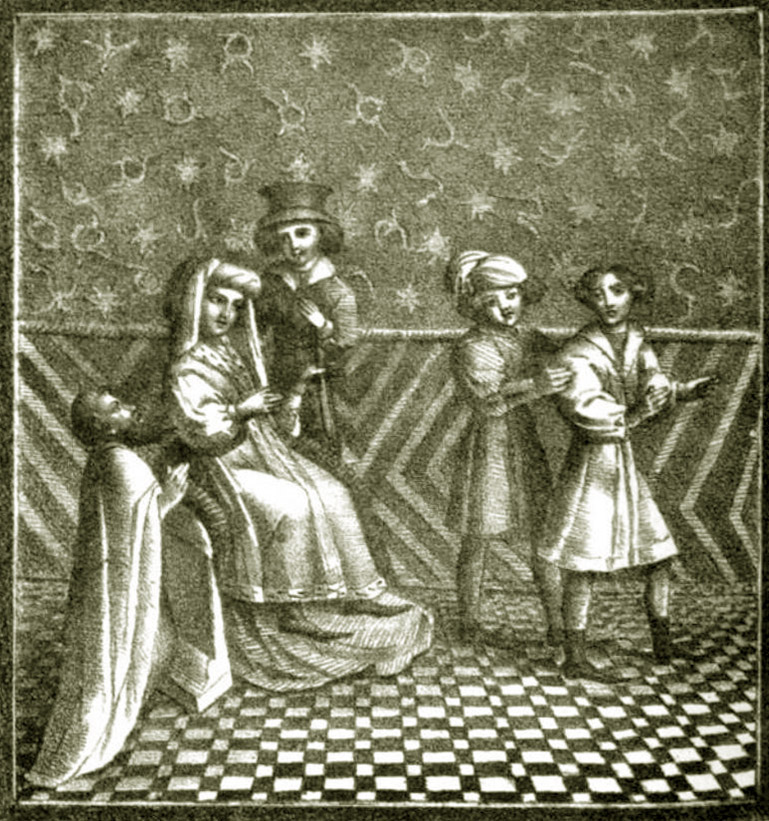
Belinus en Brennius, 19e eeuw

Brennius, de jongere broer van Belinus, neemt geen genoegen met zijn deel van het koninkrijk en zeilt naar Noorwegen om steun te zoeken bij koning Elsing. Brennius huwt diens dochter, maar de Deense koning Guthlac is hevig op haar verliefd. Guthlac onderschept hen op weg naar Brittannië. Belinus laat Guthlac met Brennius' echtgenote naar Denemarken vertrekken tegen betaling van jaarlijkse belastingen. Brennius vlucht naar Gallië, waar hij vriendschap sluit met Seginus, hertog van de Allobrogen. Hij huwt diens dochter en wordt heer van het land na Seginus' overlijden. Met een leger keert hij terug naar Brittannië om wraak te nemen op zijn broer. Maar hun moeder Conwenna weet hen tot vrede te bewegen. Dan besluiten ze samen Gallië te gaan veroveren. Ze onderwerpen zelfs Rome en gaan door naar Germanië. Maar dan bedenken de Romeinse consuls Gabius en Porsenna zich en vallen de broers aan. Belinus en Brennius keren terug om Rome te straffen. Ze belegeren de stad, doden Gabius en nemen Porsenna gevangen. Brennius blijft in Italië en Belinus keert terug als Britse koning. Hij bouwt er Kaer Usk (Caerleon) en de poort Billingsgate in Trinovant (Londen). Hij wordt opgevolgd door zijn zoon Gurguint Barbtruc. Als hij terugkomt van een strafexpeditie naar Denemarken komt hij dertig schepen tegen onder leiding van Partholoim (Partholon), die met zijn Basken al anderhalf jaar uit Spanje is verbannen. Ze mogen Ierland gaan bewonen. Guithelin volgt Gurguint op. Hij trouwt Marcia die de Marcian Law ontwerpt. Hun kleinzoon Danius wordt opgevolgd door de wrede Morvidus, die door een zeemonster wordt opgegeten. Zijn zonen volgen hem op en na eenendertig opvolgers wordt Heli koning. Heli heeft drie zonen: Lud, Cassibelaunus en Nennius.

### Cassibelaunus
In boek vier is te lezen hoe koning Cassibelaunus twee overwinningen behaalt op Julius Caesar. Cassibelaunus is de zoon van Heli en broer van Lud en Nennius. Cassibelaunus neemt de kroon over van Lud (naar wie Londen is vernoemd: Trinovant-Kaerlud-Kaerlundein-Lundene). Lud had twee zonen, die hun oom bijstaan in zijn strijd tegen Caesar: Androgeus, hertog van Trinovant en Tenvantius, hertog van Cornwall. Nennius weet het zwaard van Caesar, Gouden Dood, te bemachtigen en Caesar keert terug naar Gallië. Nennius wordt vijftien dagen na de slag begraven in Trinovant (Londen). Na twee jaar komt Caesar terug, maar weer wordt hij verslagen. Maar tijdens het feest van de Britten ontstaat er een conflict over de uitkomst van een worstelwedstrijd. Androgeus en Cassibelaunus komen tegenover elkaar te staan en Androgeus sluit een verbond met Caesar. Samen overwinnen ze Cassibelaunus en sluiten vrede met hem. Cassibelaunus zal jaarlijks tribuut betalen. Caesar trekt daarna naar Rome om tegen Pompeius te strijden en Cassibelaunus sterft zeven jaar na de vredesovereenkomst en wordt in York begraven. Tenvantius volgt hem op.

### Constantijn en Maximianus

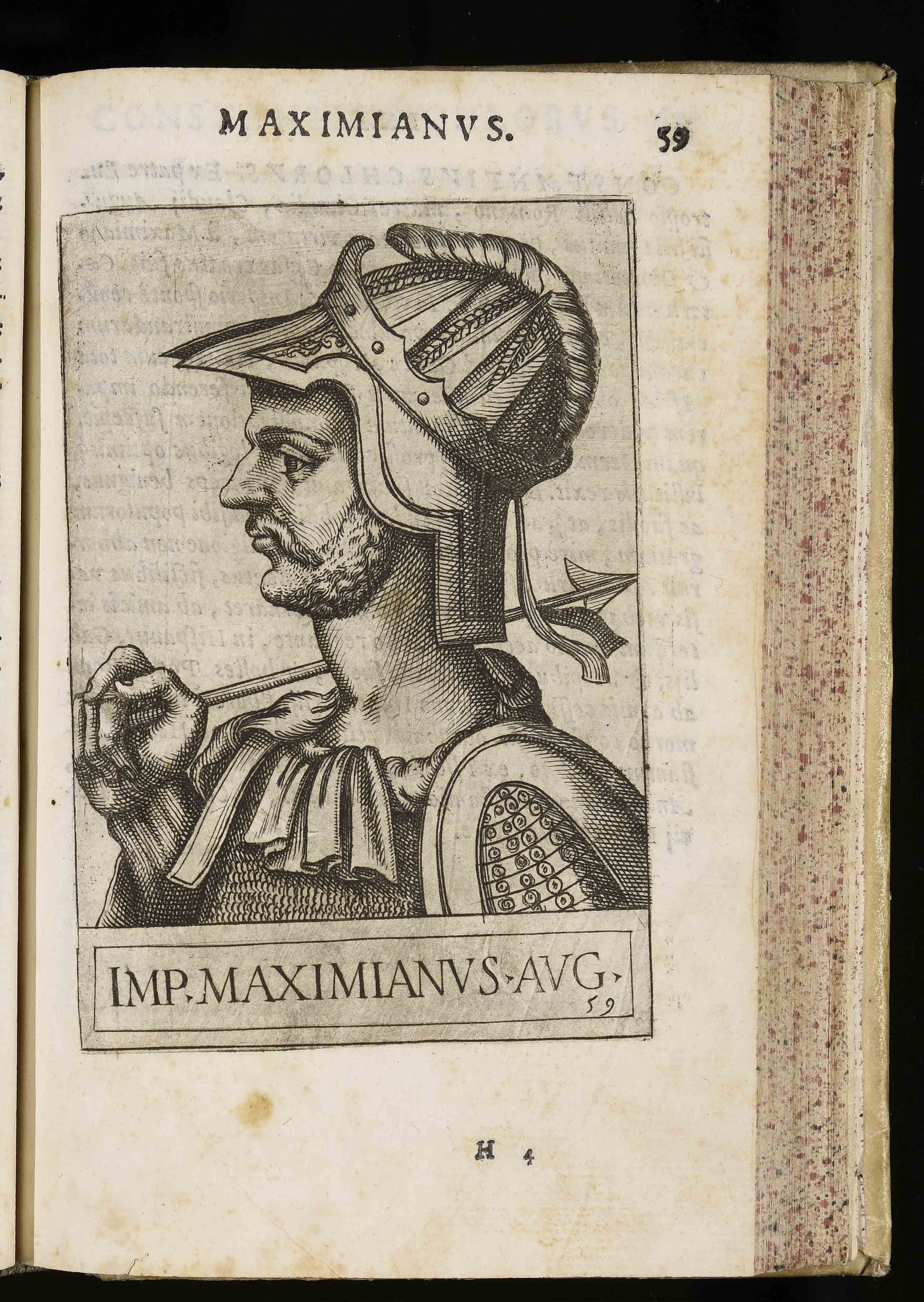
Maximianus. Calcografie in Giovanni Battista Cavalieri & Thomas Treterus, Romanorum imperatorum effigies, Roma, Vincenzo Accolti, 1583

Tenvantius wordt opgevolgd door Cymbeline en diens zoon Arviragus huwt Claudius' dochter Genvissa in Kaer Glou (Gloucester). Als Arviragus geen belasting meer wil betalen aan Rome, wordt Vespasianus naar hem toegestuurd. Genvissa zorgt ervoor dat ze vrede sluiten. Na hun zoon Marius komt Coilus en diens zoon Lucius vraagt paus Eleutherius om tot het Christelijke geloof te worden bekeerd. Die zendt Fagan en Duvianus om Brittannië te bekeren. De heidense 'flamens' worden bisschoppen. Lucius sterft in 156 zonder kinderen na te laten. Senator Severus komt met twee legioenen om de orde te handhaven. Severus heeft twee zonen: Bassianus, bij een Britse vrouw en Geta, bij een Romeinse. Geta wordt door de Britten gedood en Bassianus door Carausius. Dan komt Allectus met drie legioenen naar Brittannië. Asclepiodotus, de hertog van Cornwall doodt hem. Vervolgens stuurt Diocletianus zijn generaal Maximianus Herculis om in Brittannië het christendom uit te roeien. Coel, de hertog van Kaercolum (Colchester) rebelleert tegen Asclepiodotus en overwint hem. Vanuit Rome wordt senator Constantius gestuurd. Constantius huwt Coels dochter Helena en Constantijn is hun zoon. Constantijn volgt Constantius op.
Als bannelingen in Brittannië bij Constantijn komen klagen over Maxentius in Rome, trekt Constantijn er op uit om Rome in te nemen. Hij neemt de drie ooms van zijn moeder Helena mee: Ioelinus, Trahern en Marius. Zij worden senatoren. In Brittannië staat Octavius, hertog van de Gewissei op, maar hij vlucht naar Noorwegen als Trahern tegen hem optrekt. Na Traherns dood komt Octavius terug als koning. Hij heeft enkel een dochter en Caradoc, hertog van Cornwall, adviseert hem haar te laten huwen met senator Maximianus. Maximianus' vader is de Brit Ioelinus en zijn moeder is familie van Constantijn. Maximianus is in conflict met de broers keizer Gratianus en keizer Valentinianus. Caradocs zoon Mauricius nodigt Maximianus uit om naar Brittannië te komen. Maximianus huwt Octavius' dochter en wordt koning. Hij trekt op tegen Gallië en Germanië en vestigt zijn zetel in Trèves (Trier). Gratianus wordt gedood en Valentinianus uit Rome verdreven. Octavius' neef Conan Meriadoc wordt over Armorica aangesteld, wat in klein-Brittannië, Bretagne, verandert. Om de Britse mannen in Bretagne van Britse vrouwen te voorzien schepen meer dan vijftigduizend vrouwen zich in. Maar door stormen komen de meesten om het leven. De overlevenden vallen in handen van Wanius, koning der Hunnen en Melga, koning der Picten. Wanius en Melga komen naar Brittannië als ze merken dat het land zonder bescherming is achtergebleven. Maximianus stuurt Gratianus met twee legioenen, maar wordt zelf in Rome verslagen. Gratianus wordt korte tijd koning. Voor de laatste keer komt er hulp uit Rome: één legioen. De Britten wordt geadviseerd een muur te bouwen tussen Alban en Deira om zich tegen hun vijanden te beschermen. Agitius komt hen later niet meer te hulp en Guithelin, aartsbisschop van Londen, zoekt in wanhoop steun bij Aldroenus, de vierde koning sinds Conan Meriadoc. Maar die stuurt zijn broer Constantijn.

### Uther Pendragon

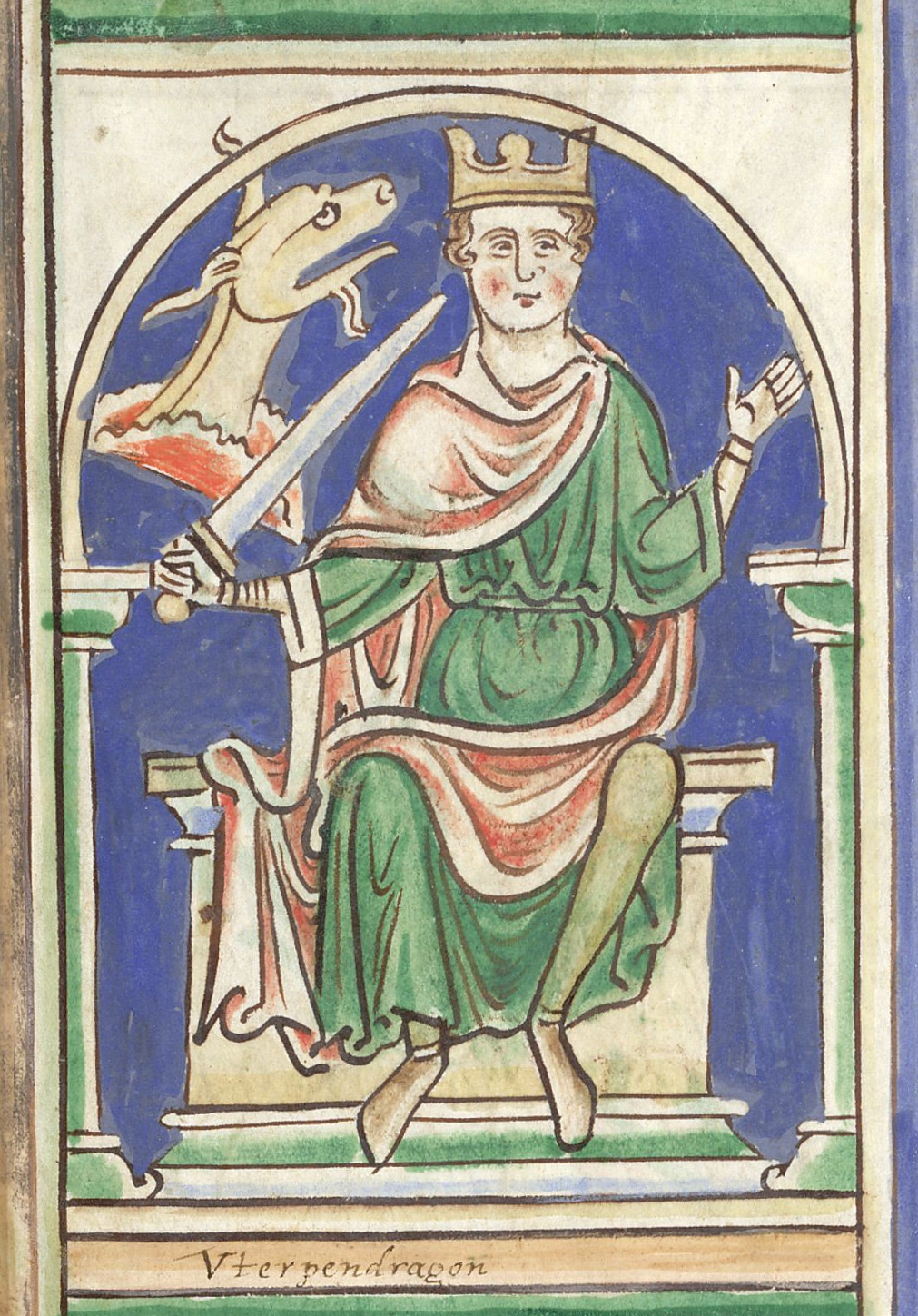
Uther Pendragon in de Epitome of Chronicles, 13e eeuw

Boek zes en acht gaan over Constantijn en zijn drie zonen: Constans, Aurelius Ambrosius en Uther Pendragon. Boek zeven gaat over de profetieën van Merlijn. Constantijn wordt naar Brittannië geroepen om het land te redden, nu de Romeinen zich hebben teruggetrokken. Zijn broer Aldroenus, koning van Bretagne had voor de eer bedankt. Als Constantijn door een Pict wordt vermoord, kiest Vortigern, de leider van de Gewissei, er voor om Constans uit het klooster te halen en tot nieuwe koning te kronen. In werkelijkheid regeert Vortigern. Hij zet Picten op om Constans te vermoorden en diens jongere broers vluchten naar Bretagne. De Saksen Hengist en Horsa landen met drie schepen in Kent. Vortigern kan hen gebruiken om zijn tegenstanders te overwinnen. Vortigern huwt Renwein, de dochter van Hengist. Nu worden ook Hengists zonen Octa en Ebissa uitgenodigd, die met driehonderd schepen komen. Maar de Britten zijn niet blij met de Saksen, door wie ze overheerst dreigen te worden. Ze kiezen daarom Vortigerns zoon Vortimer tot koning om hen in de strijd tegen de Saksen voor te gaan. Hengist verlaat Brittannië, maar dan wordt Vortimer vergiftigd door zijn stiefmoeder Renwein. Hengist keert terug met driehonderdduizend man. De Saksische leiders komen met de Britse baronnen en graven samen om de vrede te vieren op Mount Ambrius. Maar het is een valstrik. Op het teken van Hengist steken de Saksen vierhonderdzestig Britse edelen neer. Vortigern geeft steeds meer gebied aan de Saksen om zijn leven te redden. Hij wil een toren bouwen op Mount Eryri, maar dat lukt niet. De jongen Merlijn Ambrosius verklaart waarom de bouw niet lukt. Onder de fundamenten strijden een witte (van de Saksen) en rode slang (van Wales). Merlijn voorspelt ook de komst van Aurelius Ambrosius en Uther Pendragon. Bij aankomst wordt Aurelius Ambrosius gelijk tot koning benoemd. Vortigern komt om als het kasteel Genoreu in brand wordt gestoken. En Hengist wordt overwonnen. Om de overleden edelen te eren met een monument stuurt de koning Uther Pendragon naar Ierland om er de stenen Ring van de Reuzen van Mount Killaraus naar Salisbury te brengen, met hulp van Merlijn. Zo verrijst volgens deze geschiedenis Stonehenge.
Als Aurelius Ambrosius door de Ambroon Eapa wordt vergiftigd wordt ook hij binnen Stonehenge begraven. Bij zijn dood verschijnt er driemaal een komeet, waarna Uther zich Pendragon noemt: Leider van de Draken. Uther overwint ook Hengists zonen Octa en Eosa en viert met Pasen groots zijn kroning. Tijdens dat feest wordt hij verliefd op Igerna (Igraine), de echtgenote van Gorlois, hertog van Cornwall. die verlaten voortijdig het hof en verschuilen zich in de kastelen Dimilioc en Tintagel. Igerna verblijft in Tintagel, omdat dat kasteel beter te beschermen is. Dimilioc wordt belegerd, maar Uther Pendragon gaat naar Tintagel, terwijl hij door de magie van Merlijn op Gorlois lijkt. 's Nachts slaapt hij met haar, terwijl zij denkt met haar echtgenoot de nacht door te brengen. Zo wordt Arthur verwekt. Bij de strijd om Dimilioc komt Gorlois om het leven, zodat Uther met Igraine kan trouwen. Octa en Eosa, die met hun bewaarders naar Germanië waren gevlucht, komen terug met nieuwe troepen. Uther wordt ziek en laat het land door Lot van Lothian beschermen. Als die faalt, besluit Uther zelf vanaf zijn draagbed de Saksen te verslaan. Hij belegert Verulamium en verslaat Octa en Eosa. Maar de bron waaruit Uther water drinkt wordt vergiftigd en hij sterft samen met honderd anderen. Dan wordt ook Uther begraven binnen de ring van Stonehenge.

### Arthur

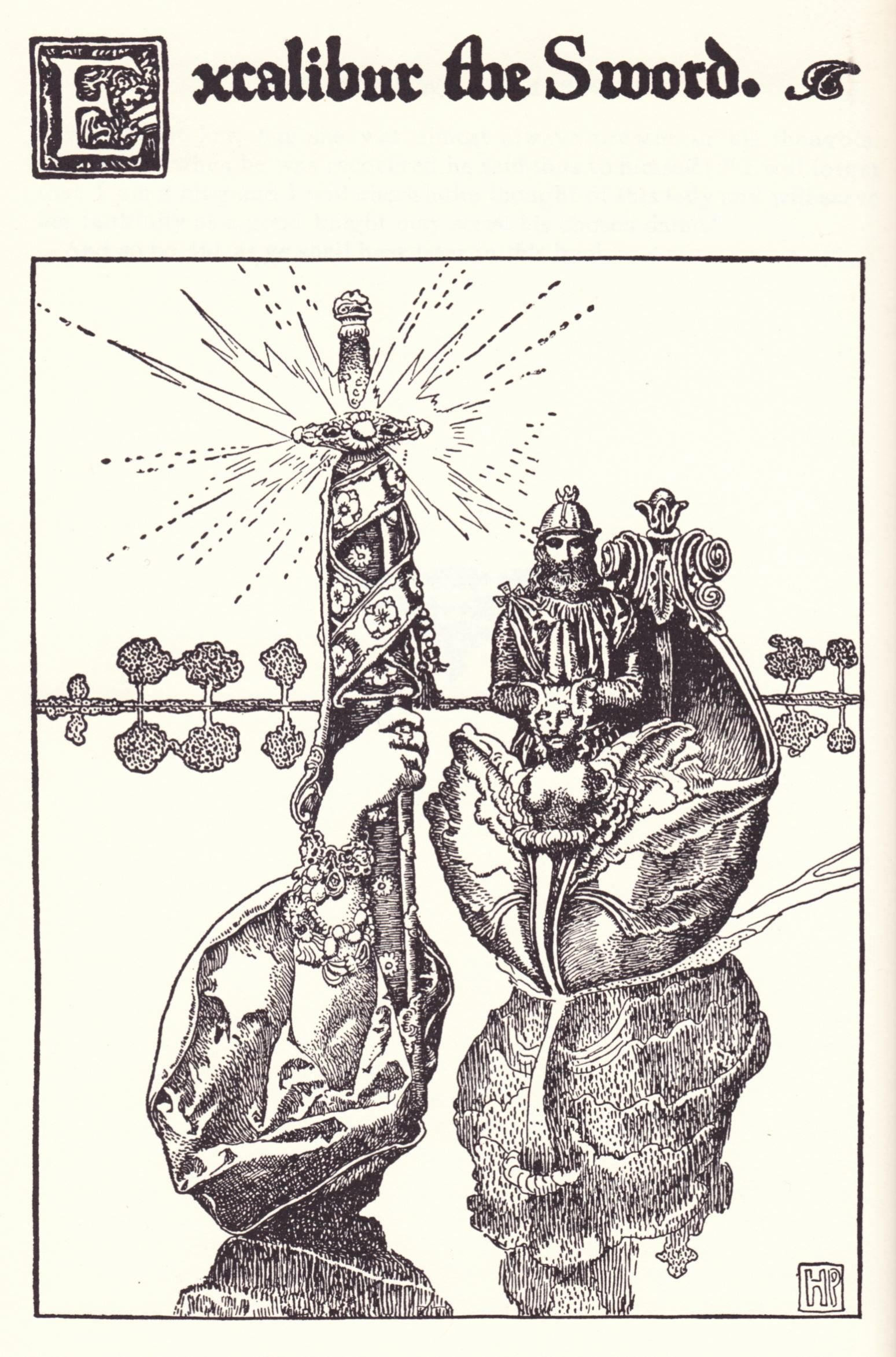
Excalibur in The Story of King Arthur and his Knights door Howard Pyle, 1902

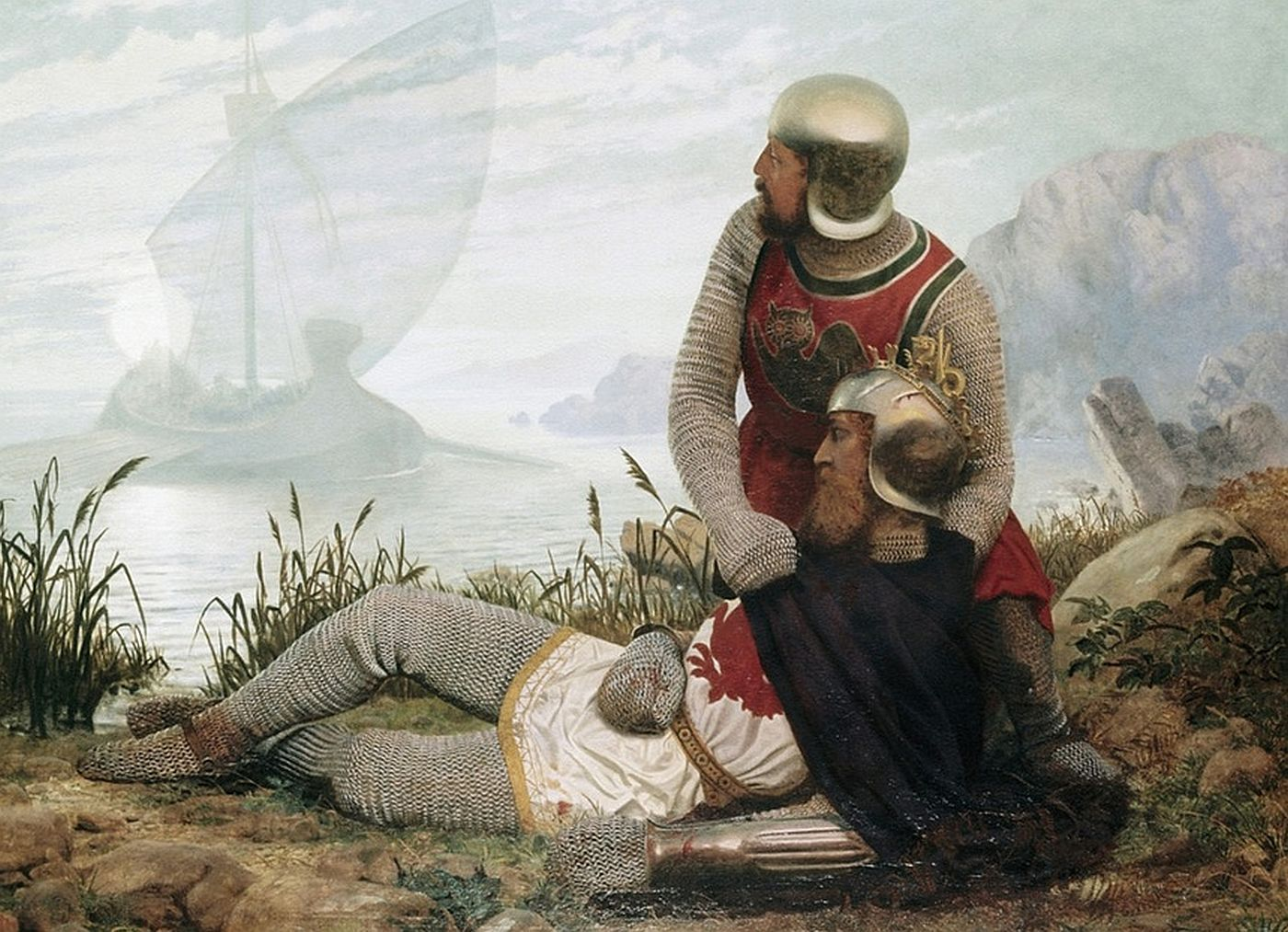
The Death of King Arthur door John Garrick, 1862

In boek negen, tien en elf schrijft Geoffrey of Monmouth over Arthur. Als vijftienjarige wordt Arthur, na de dood van Uther Pendragon door aartsbisschop Dubricius gekroond. Hij wil direct de Saksen aanvallen, die onder leiding van Colgrim uit Germania binnenkomen. Colgrim wordt in York belegerd en zijn broer Baldulf komt hem te hulp. Ook hertog Cheldric komt met zeshonderd schepen uit Germania. Arthur trekt zich terug in Londen en vraagt hulp aan zijn neef Hoel, koning van de Britten in Armorica (Bretagne). Hoel arriveert met vijftienduizend man in Southampton. Arthur strijdt met zijn schild Pridwen, zijn gouden helm met de draak, zijn zwaard Calibrun (Excalibur) en zijn speer Ron. Uiteindelijk sneuvelen Colgrim, Baldulf en Cheldric. De Ierse koning Gillamorius, die ook Arthur vijandig gezind is, wordt teruggedreven.
Arthur verdeelt land onder drie broers van koninklijken bloede: Loth, Urian (Urien Rheged) en Anguselus. Gawain en Mordred zijn de zonen van Loth en Arthurs zuster Anna. Loth krijgt het graafschap Lothian, Urian zwaait de scepter over Moray en Anguselus wordt heer van de Schotten. Arthur trouwt Guinevere. Zij is van een nobele, Romeinse familie. Dan gaat Arthur gebieden veroveren. Eerst wordt Ierland overwonnen, dan IJsland en vervolgens geven koning Doldavius van Gotland en koning Gunuasius van de Orkneyeilanden zich over. Daarna blijft Arthur twaalf jaar in Brittannië. Hij heeft echter het plan over heel Europa te regeren. Hij gaat naar Noorwegen en maakt er Loth koning. Loth was een neef van de overleden koning Sichelm en heeft recht op de troon. Voorts trekt het leger naar Gallië, waar tribuun Frollo regeert in naam van keizer Leo. Frollo trekt zich terug in Parijs en op een eiland buiten de stadsmuren strijden Frollo en Arthur in een tweekamp. Frollo wordt verslagen. Het leger wordt verdeeld tussen Arthur en zijn neef Hoel en na negen jaren hebben ze heel Gallië overmeesterd. Arthur verdeelt het land: Neustrië gaat naar Bedivere, Anjou naar seneschal Kay. Terug in Brittannië wordt in Caerleon in Glamorganshire een schitterend hof gehouden. Er was in Caerleon een school met tweehonderd filosofen. Iedereen trekt naar dit hof. Maar dan komen er twaalf mannen met een brief van Lucius Hiberius.
Arthur moet midden augustus in Rome verschijnen om zich aan een wettig oordeel te onderwerpen en tribuut te betalen. Maar Arthur wil naar Rome optrekken om de Romeinen tribuut te laten betalen. Ruim tweehonderdzestig man verzamelt zich in Barfleur. De Romeinen komen met ruim vierhonderdduizend man. De regering van Brittannië wordt aan Mordred en Guinevere overgelaten. Arthur reist naar Autun, omdat hij daar de Romeinse bevelhebber verwacht. Maar bij de rivier de Aube is al het eerste treffen. Gawain slaat Gaius Quintullianus, de neef van Lucius Hiberius het hoofd af. Senator Petreius Cocta wordt gevangen genomen. De gevangenen worden geëscorteerd naar Parijs. De Romeinen liggen langs de route in hinderlaag en er volgt een grote veldslag. Toch worden de krijgsgevangenen naar Parijs gebracht. Hiberius reist naar Autun, maar overnacht in Langres. In de vallei van Saussy wil Arthur hem aanvallen. Op Arthurs banier prijkt een draak. Tijdens de slag wordt Lucius Hiberius door een speer doorboord. Arthur overwint, maar Bedivere en Kay zijn gesneuveld. Bedivere wordt naar Bayeux gebracht. De stad was door zijn overgrootvader Bedivere gesticht. Kay wordt begraven in het kasteel van Chinon, dat hij zelf had gebouwd. De overleden Lucius Hiberius wordt aan de Romeinse senaat overgedragen als het enige tribuut dat Arthur wenst te betalen. In de zomer wil Arthur de Alpen over en tegen Rome optrekken. Maar dan komt het nieuws dat Mordred de macht in Brittannië heeft overgenomen.
Hoel wordt aan het hoofd gesteld van het leger in Gallië en Arthur vertrekt naar Brittannië. Mordred stuurt Chelric om versterking te vragen in Germania. Chelric komt terug met achthonderd schepen. Ook zijn er weer bondgenootschappen met de Picten, Ieren en Schotten. Arthur vindt tachtigduizend man tegenover zich. Hij wil landen in Richborough en er volgt direct strijd. Gawain sneuvelt er. Mordred trekt zich eerst terug in Winchester, maar zeilt dan naar Cornwall. Arthur wacht hem op bij de rivier Camlann. Mordred sneuvelt in de strijd en later wordt ook Arthur dodelijk gewond. Hij wordt naar het eiland van Avalon gebracht om er zijn wonden te laten helen. De kroon geeft hij in 542 over aan zijn familielid Constantijn, de zoon van Cador, hertog van Cornwall.

### Cadwallo
Constantijn rekent af met Mordreds twee zonen. Na hem komen Aurelius Conanus, Vortipur en Malgo, welke laatste Ierland, IJsland, Gotland, Orkney, Noorwegen en Denemarken onderwerpt. De latere Cadvan is zijn nazaat. Malgo's zoon Kareticus krijgt te maken met de Ierse koning Gormund van de Afrikanen, die op verzoek van de Saksen met honderdzestigduizend Afrikanen naar Brittannië oversteekt. Isembard, de neef van koning Louis van de Franken, benadert Gormund en samen steken ze Cirencester in brand. Kareticus vlucht naar Wales. Brittannië verliest jarenlang het koningschap.

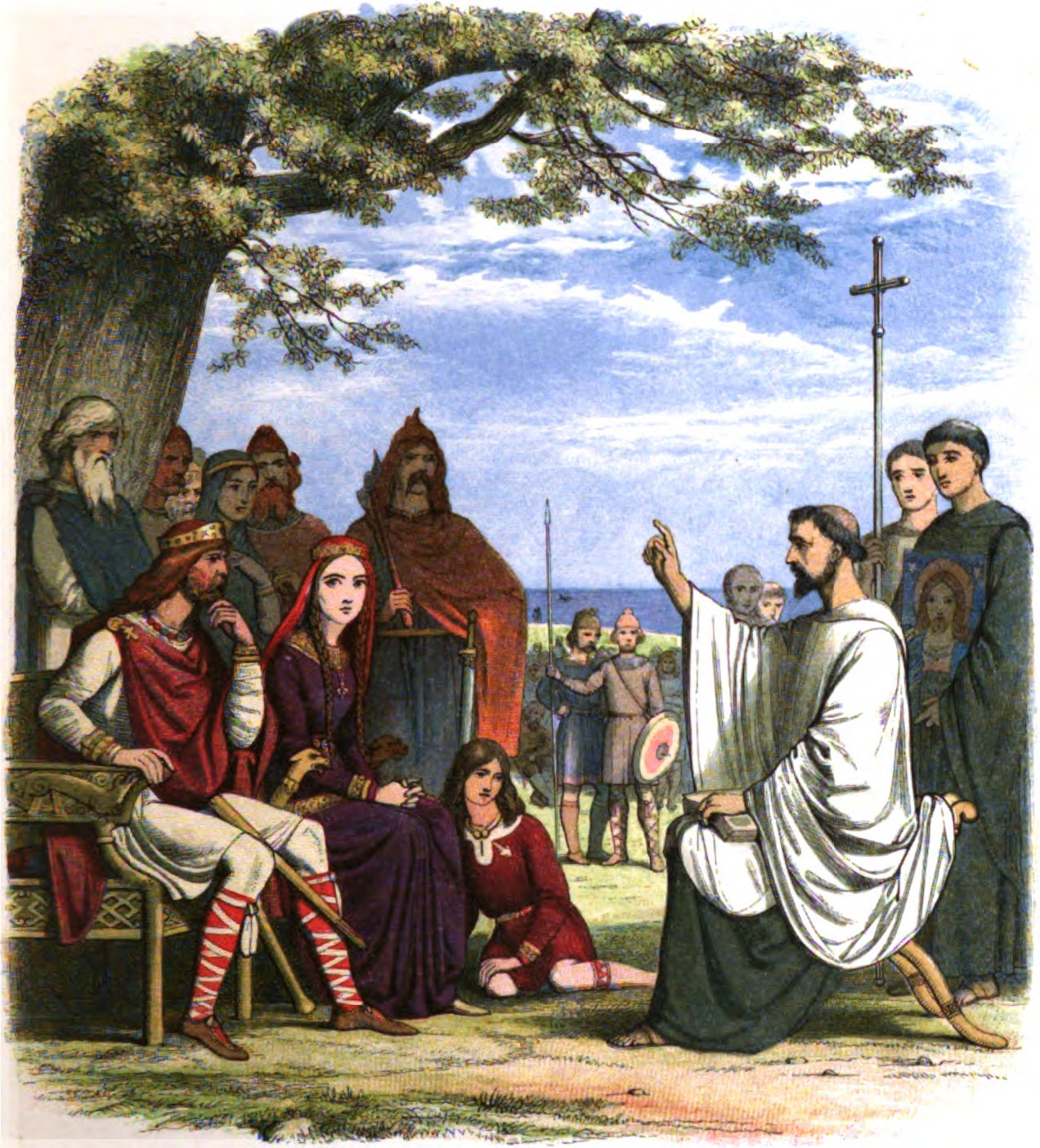
Augustinus predikt voor Æthelberht van Kent, 1864

In die tijd stuurt paus Gregorius Augustinus om het Woord te verkondigen onder de Angelen. Augustinus wil dat de Britse bisschoppen zich aan hem onderwerpen om samen de Saksen het Evangelie te prediken. Maar abt Dinoot van Bangor is daar tegen. Dan trekken Saksische koningen op tegen Bangor. Twaalfhonderd heilige mannen sterven als Ethelfrid, de Saksische koning van Kent, de stad Brochmail inneemt. Ethelfrid rukt op naar Bangor. Hertog Bledericus en de koningen Margadad en Cadvan weten Ethelfrid echter terug te dringen. Cadvan wordt daarop in Chester tot koning gekozen. Afgesproken wordt dat Ethelfrid ten noorden van de Humber blijft (in Northumbria) en dat Cadvan er ten zuiden van over de Britten regeert. Als Ethelfrids zwangere echtgenote naar Cadvan vlucht, omdat Ethelfrid haar verstoten heeft, wordt haar zoontje Edwin net iets later dan Cadvans zoontje Cadwallo geboren. Ze groeien samen op en worden naar koning Solomon van Bretagne gestuurd voor hun opleiding. Later, terug in Brittannië, worden ze echter rivalen en Cadwallo zoekt hulp in Bretagne. Maar een storm werpt zijn schip op het eiland Guernsey. Zijn neef Brian geeft Cadwallo nieuwe moed door hem te voeden met vlees van z'n eigen lichaam. Dan zeilen ze naar Bretagne. Ze maken een plan om Edwin en zijn Spaanse tovenaar Pellitus te overwinnen. Brian gaat als bedelaar vermomd naar York en steekt er de tovenaar met een ijzeren staf door de borst. Dan wacht hij in Exeter op Cadwallo's landing. Cadwallo komt met tienduizend soldaten. In de slag van Hedfeld wordt Edwin verslagen. Ook diens opvolgers Offric en Oswald vinden de dood. Oswy, Oswalds broer weet met Cadwallo vrede te sluiten. Na zijn dood wordt Cadwallo gebalsemd en in een bronzen beeld bijgezet op een bronzen paard, boven de westelijke poort van Londen. Zijn zoon Cadwallader volgt hem op. Het is een tijd van burgeroorlog, honger en pest en bijna alle Britten emigreren naar het Bretagne van Solomons kleinzoon Alan. Elf jaar lang is Brittannië vrijwel door alle Britten verlaten. Overblijvers verzamelen zich in de bossen van Wales. Na de pest nodigen de Saksen meer landgenoten uit Germanië uit en de Angelen (Angelsaksen) beginnen te regeren. In een visioen ziet Cadwallader dat hij niet een nieuwe invasie moet proberen. Hij stelt zijn zoon Yvor en neef Yni aan als leider van de overgebleven Britten in Wales. De Britten worden Welsh. De Saks Athelstan wordt de nieuwe koning.
Geoffrey van Monmouth eindigt zijn Historia door te zeggen dat hij het Britse boek, dat Walter Archdeacon van Oxford in Wales vond, zo nauwgezet mogelijk in het Latijn heeft vertaald.

## Invloeden
De verreikende beïnvloeding van de Arthurlegende staat buiten kijf, maar het heeft ook in grote mate vorm gegeven aan latere schrijvers, waaronder William Shakespeare, die in dit boek de inspiratie vond voor King Lear.

## Nederlandse vertaling
- Geoffrey van Monmouth, Geschiedenis van de Britse koningen, vertaald en ingeleid door Mark Nieuwenhuis, 2001. ISBN 9789025333973